# Carlos de Orleans (1820-1828)
Carlos de Orleans (1 de enero de 1820 - 25 de julio de 1828) fue miembro de la Casa de Orleans, una rama de la Casa de Borbón, murió en la infancia dos años antes de que sus padres fueses reyes de Francia.

## Corta vida

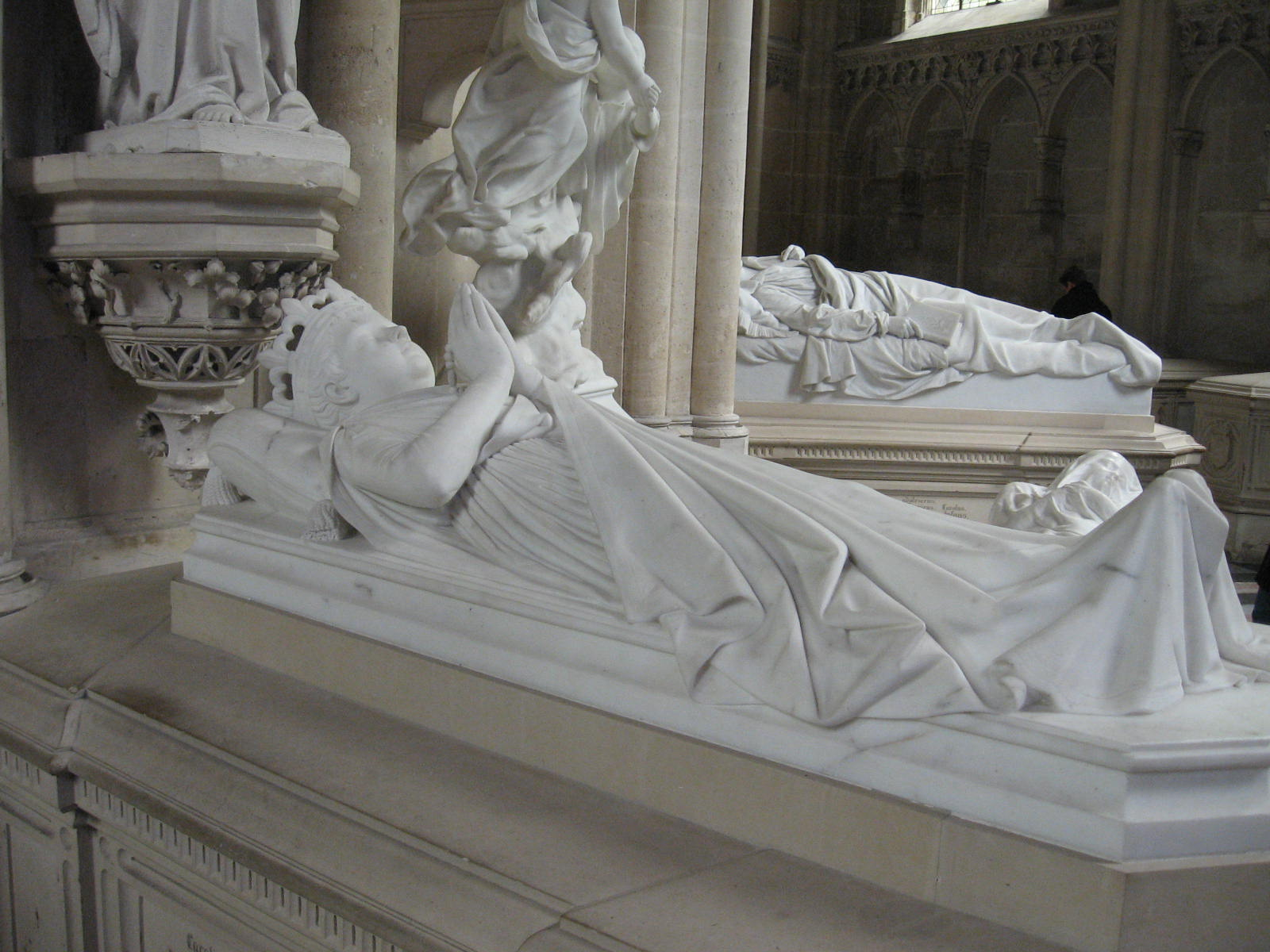
Tumba

Carlos fue octavo hijo pero quinto varón de los entonces duques de Orleans, el rey de los franceses Luis Felipe I y la princesa María Amelia de Borbón-Dos Sicilias. Su familia lo apodó Pimpin.
Nacido prematuramente, un mes antes de tiempo y se creía que no viviría. Aunque vivió, siguió siendo físicamente débil, frágil y mentalmente retrasado. Fue cuidado por un sirviente llamado Joseph Uginet, que lo amaba mucho.
Carlos recibió el título de duque de Penthièvre, que había pasado a la Casa de Orleans por herencia, la abuela paterna de Carlos, Luisa María Adelaida de Borbón, esposa de Felipe Igualdad, fue una gran heredera y heredó la fortuna Penthièvre de su padre antes de la Revolución Francesa. Como tal, la familia Orléans era una de las más ricas de Europa y rivalizaba con la de la línea principal.
Se había planteado un posible matrimonio con su prima hermana, la princesa María Carolina de Borbón-Dos Sicilias, también nacida en 1820. Más tarde se casó con el infante Carlos Luis de Borbón y Braganza, conde de Montemolín. 
Después de un año de sufrimiento, Carlos murió de tuberculosis con ocho años, Joseph Uginet describió la muerte del niño así: "Pimpin murió de horribles espasmos, el 25 de julio de 1828". Nunca se convirtió en príncipe de Orleans, debido a que murió dos años antes de que su padre accediera al trono francés.

## Títulos
- 1 de enero de 1820 - 22 de septiembre de 1824: Su Alteza Serenísima Carlos de Orleans, Duque de Penthièvre, Príncipe de la Sangre de Francia;
- 22 de septiembre de 1824 - 25 de julio de 1828: Su Alteza Real Carlos de Orleans, Duque de Penthièvre, Príncipe de la Sangre de Francia.